# Dave Dave
David Rothenberg (født 18. juni 1976 i Brooklyn, New York, død 15. juli 2018 i Las Vegas, Nevada) var en amerikansk komiker og skuespiller.